# Iskandar (Uzbekistán)
Iskandar es una localidad de Uzbekistán, en la provincia de Taskent.
Se encuentra a una altitud de 657 m sobre el nivel del mar. 

## Demografía
Según estimación 2010 contaba con una población de 30577 habitantes.